# 松信亮平
松信 亮平（まつのぶ りょうへい、1985年9月29日 - ）は、茨城県かすみがうら市（旧・新治郡千代田町）出身の元ハンドボール選手。日本ハンドボールリーグの琉球コラソン所属。

## 経歴
早稲田大学時代は2005年の関東学生ハンドボール・秋季リーグで最優秀新人賞を受賞。
2006年は春季リーグで優秀選手賞を受賞した。
2007年は春季リーグで特別賞を受賞。秋季リーグでは優秀選手賞を受賞した。同年の全日本学生ハンドボール選手権大会（インカレ）では優秀選手に選出された。
2008年に日本ハンドボールリーグのトヨタ紡織九州へ加入。
2013年に琉球コラソンへ移籍。
2015-16年シーズンから2シーズン主将としてプレー。
2017年にはTRANSISTARとサプライヤー契約を締結。2017-18年シーズンから選手兼任コーチに就任した。
2018年4月に行われた第15回東アジアハンドボールクラブ選手権ではベストセブンに選ばれた。
2021年シーズンをもって引退した。

## 詳細情報

### 年度別成績
| 年        | チーム         | 試合 | フィールド 得点 | 率   | 7m  | 合計    | 警告 | 退場 | 失格 |
| --------- | -------------- | ---- | --------------- | ---- | --- | ------- | ---- | ---- | ---- |
| 2008-09   | トヨタ紡織九州 | 9    | 6/16            | .375 | 0/0 | 6/16    | 2    | 0    | 0    |
| 2009-10   | トヨタ紡織九州 | 7    | 1/3             | .333 | 0/0 | 1/3     | 0    | 1    | 0    |
| 2010-11   | トヨタ紡織九州 | 14   | 10/14           | .714 | 0/0 | 10/14   | 5    | 7    | 0    |
| 2011-12   | トヨタ紡織九州 | 12   | 5/7             | .714 | 0/0 | 5/7     | 6    | 9    | 0    |
| 2012-13   | トヨタ紡織九州 | 12   | 13/23           | .565 | 0/0 | 13/23   | 4    | 8    | 0    |
| 2013-14   | 琉球           | 12   | 11/30           | .367 | 0/0 | 11/30   | 2    | 1    | 0    |
| 2014-15   | 琉球           | 16   | 36/45           | .800 | 0/0 | 36/45   | 5    | 5    | 0    |
| 2015-16   | 琉球           | 15   | 36/51           | .706 | 0/0 | 36/51   | 3    | 2    | 1    |
| 2016-17   | 琉球           | 16   | 19/25           | .760 | 0/0 | 19/25   | 5    | 4    | 0    |
| 2017-18   | 琉球           | 24   | 31/58           | .534 | 0/0 | 31/58   | 7    | 5    | 0    |
| 2018-19   | 琉球           | 24   | 18/31           | .581 | 0/0 | 18/31   | 1    | 5    | 0    |
| JHL：11年 | JHL：11年      | 161  | 186/303         | .614 | 0/0 | 186/303 | 40   | 47   | 1    |

- 各年度の太字はリーグ最高

### タイトル・表彰
- 東アジアクラブ選手権ベストセブン：1回 (2018年)

### 背番号
- 5 (2008年 - 2013年)
- 15 (2013年 - 2021年)